# Ivo Veit
Ivo Veit (18 de enero de 1910-19 de marzo de 1984) fue un actor, director y artista de cabaret alemán.

## Biografía
Nacido en Frankfurt-Höchst, Alemania, entre 1930 y 1932 acudió a la escuela de teatro de su ciudad natal, debutando en 1931 con la obra de Johann Wolfgang von Goethe Götz von Berlichingen. En 1932 asumió su primer compromiso firme trabajando en el Festival de Römerberg. Posteriormente se ocupó en diferentes períodos en el Stadttheater de Rostock y en el Schauspielhaus de Fráncfort del Meno.
Poco después de la llegada del nazismo al poder, Veit ingresó en el cabaret de Werner Finck Die Katakombe. Pronto fue una de las últimas instituciones artísticas que no se había sometido a la voluntad política de los nuevos gobernantes, para gran disgusto del Ministerio del Reich para la Ilustración Pública y Propaganda. Finalmente, y a causa de parodias como ‘Fragment vom Schneider’ y ‘Fragment vom Zahnarzt’, el cabaret hubo de cerrarse. Veit, a diferencia de sus colegas Finck, Walter Lieck, Ekkehard Arendt, Günther Lüders y el caricaturista Walter Trautschold, salió indemne de las acusaciones. A partir de 1937 pudo encontrar trabajo en la emisora de televisión de Berlín, y en 1941 fue reclutado. Además, participó en el rodaje de la película antisoviética G.P.U., dirigida por Karl Ritter, por lo que su comportamiento durante el nazismo fue ambivalente.
Tras la liberación de su cautiverio en 1946, Veit volvió a Berlín y trabajó en la radio, siendo dos años después contratado por la Rundfunk im amerikanischen Sektor. En dicha emisora trabajó principalmente como director. Hasta 1954 trabajó en la serie Mach mit, y entre 1950 y 1952 en Familie Buchholz. Desde 1957 a 1964 dirigió la popular serie familiar Pension Spreewitz – Kleine Geschichten im großen Berlin, y entre 1964 y 1979 trabajó en Damals war’s – Geschichten aus dem alten Berlin.
Ivo Veit falleció en Berlín, Alemania, en 1984.

## Filmografía
- 1939 : Ein schwieriger Fall (cortometraje)
- 1942 : GPU
- 1952 : Heimweh nach Dir
- 1967 : Die Witzakademie (serie TV)

## Radio

### Director
- 1949 : Curth Flatow: Beinahe friedensmäßig
- 1950–1952 : Familie Buchholz
- 1957 : Für zwei Mark fünzig Glück
- 1957–1964 : Pension Spreewitz
- 1958 : Genoveva – oder der gute Geist des Hauses
- 1964–1978 : Diversos autores: Damals war’s – Geschichten aus dem alten Berlin (dirigió 30 relatos en 348 episodios de un total de 426 episodios de la serie)

### Actor de voz
- 19??: Die guten Feinde, dirección de Theodor Mühlen (Berliner Rundfunk)
- 1947 : Schneider Wibbel, dirección de Hanns Korngiebel (Rundfunk im amerikanischen Sektor)
- 1948 : Florian Geyer, dirección de Hannes Küpper (Berliner Rundfunk)
- 1949 : Ehe der Monsun kam, dirección de Robert Adolf Stemmle (Nordwestdeutscher Rundfunk)
- 1949 : Ein Kardinal klagt an, dirección de Erik Ode (Rundfunk im amerikanischen Sektor)
- 1949 : Der gestiefelte Kater, dirección de Robert Adolf Stemmle (Nordwestdeutscher Rundfunk)
- 1950 : Besondere Kennzeichen?, dirección de Hanns Korngiebel (Rundfunk im amerikanischen Sektor)
- 1950 : Moby-Dick, dirección de Josef Pelz von Felinau  (Südwestfunk)
- 1960 : Wolfgang Neuss, Herbert Kundler: Der Mann mit der Pauke in "Wir Kellerkinder", dirección de Wolfgang Spier ( Rundfunk im amerikanischen Sektor / Norddeutscher Rundfunk)